# Vláda Siima Kallase
Vláda Siima Kallase byla vládou estonské republiky od 28. ledna 2002 do 10. dubna 2003
| Funkce                                   | Jméno             | Funkční období        | Strana                     |
| ---------------------------------------- | ----------------- | --------------------- | -------------------------- |
| Premiér                                  | Siim Kallas       | 28.01.2002–10.04.2003 | Reformierakond             |
| Ministryně školství a výzkumu            | Mailis Rand       | 28.01.2002–10.04.2003 | Keskerakond                |
| Ministr spravedlnosti                    | Märt Rask         | 28.01.2002–10.04.2003 | Reformierakond             |
| Ministr obrany                           | Sven Mikser       | 28.01.2002–10.04.2003 | Keskerakond                |
| Ministr životního prostředí              | Heiki Kranich     | 28.01.2002–10.04.2003 | Reformierakond             |
| Ministryně kultury                       | Signe Kivi        | 28.01.2002–29.11.2002 | Reformierakond             |
| Ministr kultury                          | Margus Allikmaa   | 03.09.2002–10.04.2003 | Reformierakond             |
| Ministryně hospodářství a infrastruktury | Liina Tõnisson    | 28.01.2002–10.04.2003 | bez stranické příslušnosti |
| Ministr zemědělství                      | Jaanus Marrandi   | 28.01.2002–10.04.2003 | Keskerakond                |
| Ministr financí                          | Harri Õunapuu     | 28.01.2002–10.04.2003 | Keskerakond                |
| Ministr vnitra                           | Ain Seppik        | 28.01.2002–03.02.2003 | Keskerakond                |
| Ministr vnitra                           | Toomas Varek      | 10.02.2003–10.04.2003 | Keskerakond                |
| Ministryně sociálních věcí               | Siiri Oviir       | 28.01.2002–10.04.2003 | Keskerakond                |
| Ministryně zahraničních věcí             | Kristiina Ojuland | 28.01.2002–10.04.2003 | Reformierakond             |
| Ministr bez portfeje                     | Toivo Asmer       | 28.01.2002–10.04.2003 | Reformierakond             |
| Ministr bez portfeje                     | Eldar Efendijev   | 28.01.2002–10.04.2003 | Keskerakond                |